# Кафа са мирисом жене
Кафа са мирисом жене (шп. Café, con aroma de mujer) колумбијска је теленовела снимана током 1994. и 1995.
У Србији је емитована током 2002. и 2003. на Трећем каналу РТС-а.

## Синопсис
Ово је прича о љубави између берачице кафе коју зову Гавиота и Себастијана Ваљеха, члана престижне породице и заводника који не придаје велики значај својим девојкама.
Себастијана изједа лична драма - никада није водио љубав са женом, а у берачици кафе открива невероватну сензуалност, која га позива да је заволи.
Гавиота је своју невиност чувала за свог принца на белом коњу о коме је сањала и кога види у Себастијану, због чега му се предаје.
Њих двоје проживљавају велику љубав, кријући се од богаташке породице, али Себастијан мора да се врати у Лондон да заврши студије. Обећавају једно другом да ће се поново видети за годину дана, када ће се и венчати. Гавиота је затруднела и одлази у Европу како би нашла свог вољеног. Међутим, преварена је од стране трговаца белим робљем који користе њену наивност како би је одвели да ради као проститутка.
Себастијан се након годину дана враћа да испуни своје обећање, али сазнаје да је Гавиота отишла у Европу да буде проститутка. Разочаран, жени се пријатељицом која је заљубљена у њега и која пристаје да буде са њим, без обзира на то што никада неће моћи да воде љубав.
Гавиота се недуго затим враћа у село како би испунила обећање дато пре годину дана и сазнаје да се Себастијан оженио. Он покушава да јој објасни зашто се оженио, али иако се још увек воле, њих двоје више не верују једно другом.

## Улоге
| Глумац:                     | Улога:                                  |
| --------------------------- | --------------------------------------- |
| Маргарита Роса де Франциско | Тереса Гавиота Суарез Каролина Оливарес |
| Гај Екер                    | Себастијан Ваљехо                       |
| Алехандра Бореро            | Лусија Сандовал де Ваљехо               |
| Кристобал Ерасурис          | Иван Ваљехо                             |
| Силвија де Диос             | Лукресија де Ваљехо                     |
| Констанса Дуке              | Карменса Суарес                         |
| Силвио Анхел                | Битраго                                 |
| Хуан Карлос Аранго          | Аурелио                                 |
| Сантијаго Бехарано          | Мигел Алфонсо Техериос де Кабаљеро      |
| Оскар Борда                 | Харолд Меклејн                          |
| Алехандро Буенавентура      | др Роберто Авељанеда                    |
| Мануел Бускетс              | др Хорхе Латоре                         |
| Густаво Коредор             | Рафаел Ваљехо                           |
| Хуан Анхел                  | др Мауро Салинас                        |
| Луз Дари Белтран            | Урсула                                  |
| Глорија Ампаро Кармона      | Леонор                                  |
| Херардо де Франциско        | Франциско Ваљехо                        |
| Кени Делгадо                | др Виктор Анхел                         |
| Миријам де Лурдес           | Анхела Саенс де Ваљехо                  |
| Тања Фалкез                 | Марта Бенавидес                         |
| Дана Гарсија                | Марсела Ваљехо Кортес                   |
| Хари Гајтнер                | др Кармона                              |
| Клаудија Лилијана Гонзалез  | Данијела Рејес                          |
| Жаклин Енрикес              | Грасијела                               |
| Лина Марија Навија          | Паула Ваљехо Кортес                     |
| Хајде Рамирес               | Марсија Понталво                        |
| Иван Родригез               | Рејналдо Перес                          |
| Андреј Сатора               | Артур                                   |
| Реј Васкез                  | Ел Галтеро                              |
| Гиљермо Вивес               | Бернардо Ваљехо Саенс                   |
| Дора Кадавид                | Сесилија де Ваљехо                      |